# Yoma (Talmud)

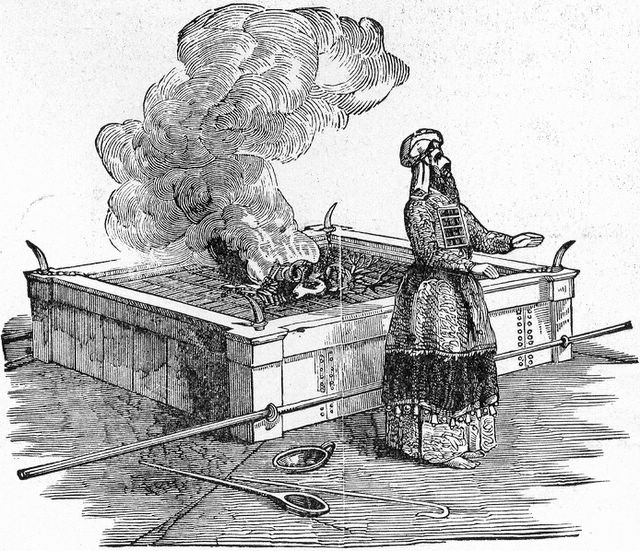
Sommo Sacerdote che offre un sacrificio (il capro espiatorio) nel giorno di Yom Kippur.
Henry D. Northrop, "Treasures of the Bible" pubbl. 1894

Yoma (in ebraico יומא ‎?, lett. "giorno") è il quinto trattato del Seder Moed ("Ordine delle Festività") nella Mishnah e nel Talmud. Esamina principalmente le leggi della Festività di Yom Kippur, giorno nel quale gli ebrei espiano i propri peccati dell'anno trascorso. Comprende otto capitoli e ha una Gemara ("completamento") sia del Talmud gerosolimitano che di quello babilonese.

## Preparazioni del Sommo Sacerdote
Il primo capitolo tratta dei sette giorni prima di Yom Kippur, nei quali il Kohen Gadol viene separato dalla moglie e si trasferisce in una camera del Beit HaMikdash, asperso con l'acqua della "giovenca rossa" e istruito sulle leggi relative ai sacrifici dello Yom Kippur.

## Servizi liturgici
Dal secondo al settimo capitolo si considera l'ordine dei servizi di Yom Kippur, sia quelli specifici dello Yom Kippur che quelli per i sacrifici giornalieri. Alcuni dei temi trattati includono quello della lotteria usata per scegliere i Kohanim da assegnare alle funzioni, le leggi riguardanti il capro espiatorio, l'incenso dei sacrifici effettuati dal Kohen Gadol nel Kodesh Kedoshim.

## Afflizioni dello Yom Kippur
L'ultimo capitolo descrive le cinque afflizioni  dello Yom Kippur, che si osservano in mancanza del Tempio e quindi anche nei tempi correnti. Sono necessarie cinque astensioni, da:
- Mangiare e bere
- Indossare scarpe di cuoio
- Immergersi/bagnarsi
- Ungersi d'olio
- Rapporti coniugali